# 日歐比較文化
《日歐比較文化》（Tratado em que se contêm muito sucinta e abreviadamente algumas contradições e diferenças de costumes entre a gente de Europa e esta província de Japão，日本語譯名『日欧文化比較論』），16世紀葡萄牙傳教士路易斯·弗洛伊斯（1532年-1597年）所撰。路易斯·弗洛伊斯於1562年到日本傳教，居住數十年，熟悉日本文化，這部著作就是他把日、歐兩地文化作比較研究後寫成的小冊子，是為研究當時日本民族、思想、宗教、風俗、社會等方面的重要史料。原書用葡萄牙文寫成，現今有德文、日文、中文等語言譯本。

## 編寫背景及目的

### 路易斯·弗洛伊斯與16世紀的日本
路易斯·弗洛伊斯為葡萄牙人，16歲加入耶穌會，早年渡海到印度果阿，接觸過日本基督教徒及曾赴日傳教的傳教士，使他產生了到日傳教的興趣。
路易斯·弗洛伊斯於1562年先到日本北九州地區傳教，其後曾走訪京都、大阪等地，謁見過織田信長、豐臣秀吉等重要人物。路易斯·弗洛伊斯喜歡把他的所見所聞，寫成長篇報告。他的著作，有大部頭的《日本史》，以及這部《日歐比較文化》（成書時間為1585年）。

### 編寫目的
路易斯·弗洛伊斯到日本傳教後，發現此處與歐洲人的生活習慣相差懸殊，於是就把各種相異之處，逐條分類列出，以作對照。他在書中的《自序》提到：
|                                          | 這是一本小冊子，記述了歐洲人和日本人在習慣方面的對照和存在的差異。不過，我們在下面可以看到，有些事情表面上看來日本人和我們歐洲人一致。可是，這些事情並不是日本人中間共通的、一般的東西，而是日本人在和渡海前來做生意的葡萄牙人打交道的過程中吸取過來。他們的習慣和我們歐洲人相差懸殊，迥然不同，相距很遠。在這樣文化發達的、創造力旺盛的、具備自然知識的人們中間，居然竟有如此極端的對照，簡直令人不能相信。為了避免二者相互之間的混亂，在得到天主恩惠之後，按章分類加以敍述。 |
| ——路易斯·弗洛伊斯《日歐比較文化·自序》。 | |

## 內容
《日歐比較文化》的內容如下：
- 《自序》
- 第一章，《男性的風貌和服飾》
- 第二章，《女性的風貌和風習》
- 第三章，《兒童及其風俗》
- 第四章，《僧侶及其風習》
- 第五章，《寺院、聖像及宗教信仰》
- 第六章，《日本人吃飯和飲酒的方法》
- 第七章，《日本人的進攻性武器和防禦性武器──附戰爭》
- 第八章，《馬及馬具》
- 第九章，《疾病、醫生和藥劑》
- 第十章，《日本人的書法、書籍、紙張、墨水以及書信》
- 第十一章，《房屋、建築、庭園和果品》
- 第十二章，《船舶、航行習慣及船上工具》
- 第十三章，《日本的戲劇、喜劇、舞蹈、歌曲以及樂器》
- 第十四章，《前面各章沒有談到的奇風異俗和特殊況》

## 學術價值

### 展示日本文化受西方文化衝擊前的原貌
中國學者范勇、張思齊認為，《日歐比較文化》中既大量而有系統的記述，有助了解日本在16世紀安土桃山時代及之前的固有文化，讓人們研究思考日本現有文化的演變過程，及其適應世界形勢的民族性。

### 釐清日本「儒家文化」的本質
范勇、張思齊又指出，人們把日本歸入「儒家文化圈」，但郤忽略了中國儒家文化和日本儒家文化的本質是有所分別，這就是日本儒教的主要範疇是「忠」，而非「仁」。例如中國儒教認為臣下要用「仁」的原則來事君，而日本儒教則認為臣下要為主君奉獻一切，以及特別提倡勇氣，這在《日歐比較文化》裡都有所反映。

### 為東西方文化比較的可靠資料
《日歐比較文化》把16世紀日本及歐洲文化的面貌，提供了一個比較研究的基點，讓人們可從中窺探東西方人的行為模式、價值觀、道德觀、審美觀等方面的差異，加深對兩種文化的了解。

## 流傳情況
《日歐比較文化》於1585年寫成後，竟數個世紀沒有刊行，直至1946年，學者約瑟夫·弗郎茨·休特（Joseph Franz Schutte）在西班牙馬德里市歷史科學院發現路易斯·弗洛伊斯親筆草稿，他對之作過考證研究，並在原書的葡萄牙文原文旁加入德文譯文，於1955年出版，題為"Kulturgegensatze Europa-Japan (1585)"。其後，又出現日本語譯本。在中國方面，則有范勇、張思齊的中文譯本。

## 外部連結
- （中文）.[永久]